# Мелборн-Бич (Флорида)
Мелборн-Бич (англ. Melbourne Beach) — небольшой город (таун) в округе Бревард штата Флорида, США.

## География
По данным Бюро переписи населения США площадь города составляет 3,4 км², из них 2,7 км² — суша и 0,7 км² — открытые водные поверхности. Расположен на барьерном острове, который отделяет лагуну реки Индиан от Атлантического океана. Остров составляет около 56 км в длину и протянулся от мыса Канаверал на юге до залива Себастьян на юге.

## Население
По данным переписи 2010 года население города состалвляет 3101 человек.
По данным переписи 2000 года население города насчитывало 3335 человек. Расовый состав: белые — 97,51 %; афроамериканцы — 0,09 %; азиаты — 0,99 %; коренные американцы — 0,12 %; другие расы — 0,24 %; представители двух и более рас — 1,05 %. На каждые 100 женщин приходится в среднем 103,2 мужчины. Средний возраст населения — 46 лет.